# Diphascon ramazzottii
Diphascon ramazzottii är en djurart som tillhör fylumet trögkrypare, och som först beskrevs av Robotti 1970.  Diphascon ramazzottii ingår i släktet Diphascon och familjen Hypsibiidae. Inga underarter finns listade i Catalogue of Life.